# I Threes
De I Threes waren een Jamaicaanse vrouwelijke zanggroep, die in 1974 was opgericht om Bob Marley & The Wailers te ondersteunen nadat de oorspronkelijke achtergrondzangers van The Wailers, Peter Tosh en Bunny Wailer de band hadden verlaten.
De drie leden waren Bob Marleys vrouw Rita Marley, Judy Mowatt en Marcia Griffiths. De naam is gebaseerd op het Rastafariconcept "I and I".
Bob Marley · Junior Braithwaite · Beverley Kelso · Bunny Wailer · Peter Tosh · Cherry Smith · Constantine "Vision" Walker · Earl "Chinna" Smith · Aston Barrett · Joe Higgs · Earl Lindo · Carlton Barrett · Al Anderson · Alvin Patterson · Junior Marvin · Donald Kinsey · Tyrone Downie · I Threes (Rita Marley · Marcia Griffiths · Judy Mowatt)
- International Standard Name Identifier: 0000 0000 9470 2150
- Library of Congress Control Number: n93117687
- MusicBrainz: 174b1b77-a5bc-480c-9d47-01d054571517
- Nationale Bibliotheek van Tsjechië: xx0184085
- Virtual International Authority File: 262103307